# Skrzynia rozdzielcza

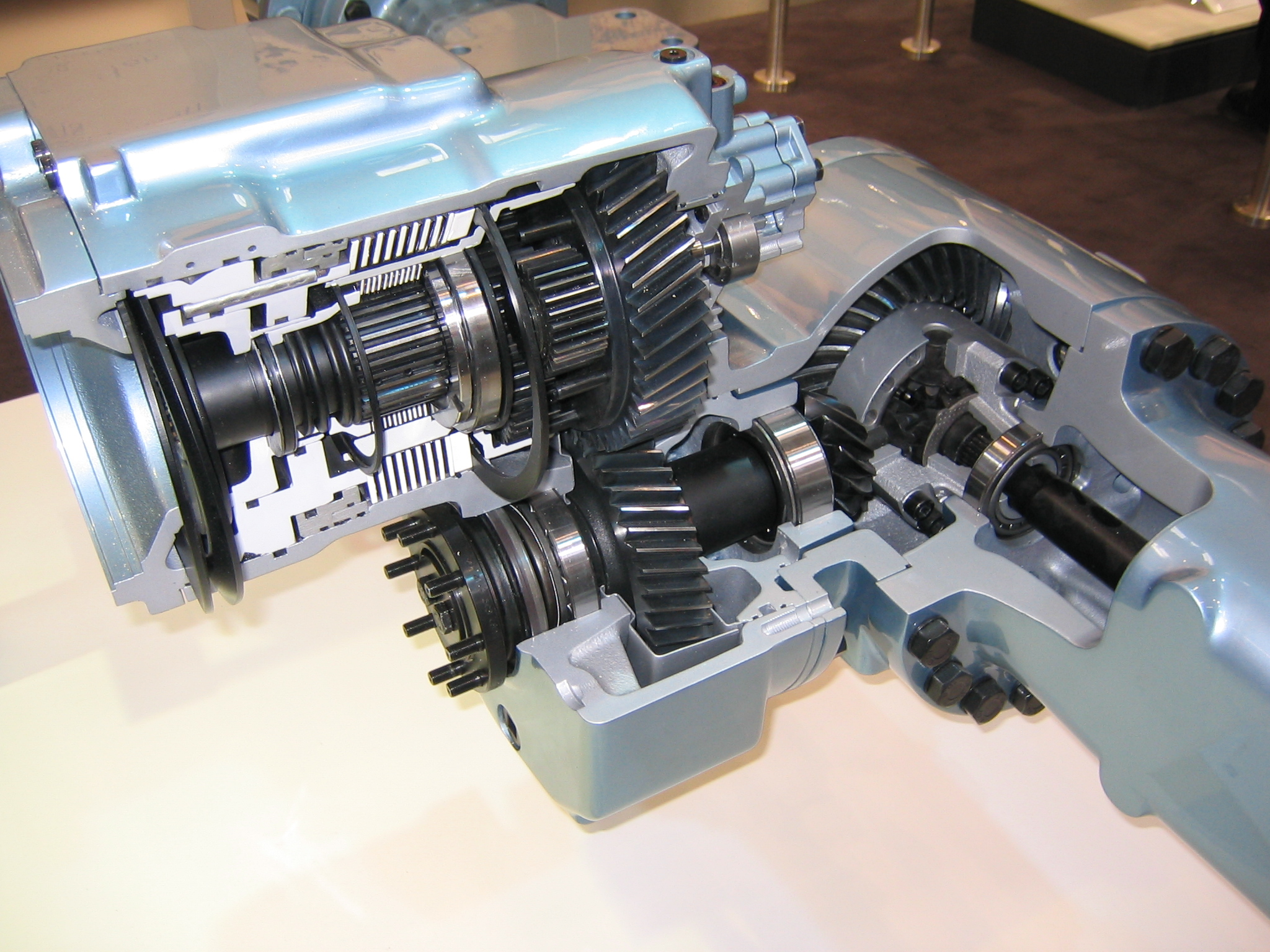
Skrzynia rozdzielcza zblokowana z mostem napędowym.

Skrzynia rozdzielcza – mechanizm służący do przekazywania mocy z silnika do dwóch (lub więcej) osi napędowych, stosowany w samochodach terenowych oraz innych samochodach z napędem na wszystkie koła. W przypadku samochodów terenowych skrzynia ta niemal zawsze pełni także rolę dodatkowej skrzyni biegów udostępniającej dodatkowy zestaw przełożeń do jazdy terenowej - z mniejszą prędkością, ale większym momentem obrotowym na kołach, taki przypadek to skrzynia rozdzielczo-redukcyjna, potocznie zwana także reduktorem.
Wejście skrzyni rozdzielczej połączone jest z wyjściem zwykłej skrzyni biegów, obydwie skrzynie zazwyczaj są do siebie bezpośrednio przymocowane (a nawet zintegrowane w jednej obudowie), ale mogą też być zupełnie oddzielne - połączone są wtedy krótkim wałem napędowym.
W samochodach terenowych skrzynia rozdzielcza zazwyczaj wyposażona jest w dźwignię umożliwiającą kierowcy wybór pomiędzy napędem na jedną oś (typowo tylną) a napędem na obie osie, ta sama dźwignia może też służyć do włączania/wyłączania przełożeń terenowych. Istnieją także skrzynie realizujące stały napęd na obie osie, aby możliwe było korzystanie z takiego napędu na drogach utwardzonych skrzynia taka musi posiadać centralny (międzyosiowy) mechanizm różnicowy, w samochodach terenowych takie skrzynie umożliwiają włączenie/wyłączenie blokady swojego mechanizmu różnicowego.